# Atraphaxis kopetdagensis
Atraphaxis kopetdagensis là một loài thực vật có hoa trong họ Rau răm. Loài này được Kovalevsk. mô tả khoa học đầu tiên năm 1967.